# Neastacilla spinifera
Neastacilla spinifera är en kräftdjursart som beskrevs av Nunomura 2006. Neastacilla spinifera ingår i släktet Neastacilla och familjen Arcturidae. Inga underarter finns listade i Catalogue of Life.